# Quân chủ Phần Lan
Đất nước Phần Lan chưa bao giờ có được một nền quân chủ có chủ quyền độc lập vì nỗ lực lập một ai đó lên ngôi diễn ra không được suôn sẻ. Khi nước này cuối cùng trở thành một quốc gia độc lập hiện đại, bất chấp một sự ve vãn rất ngắn ngủi với chế độ quân chủ dưới hình thức của một nước cộng hòa. Chỉ có duy nhất một người trong hoàng tộc được chôn cất ở Phần Lan là vợ của vua Erik XIV, nữ hoàng Karin Månsdotter.

## Sự phát triển ban đầu
Chẳng có sử liệu nào ghi chép về các vị vua cổ đại của Phần Lan, nhưng Phần Lan đã là một phần của các quốc gia quân chủ như một tiểu đơn vị của nền quân chủ dựa vào bên ngoài vùng tây nam Phần Lan. Sau cuộc chinh phục của Thụy Điển vào thế kỷ 13, Phần Lan là một phần của Vương quốc Thụy Điển và thỉnh thoảng là một Công quốc trên danh nghĩa thông thường, với một số đặc điểm phong kiến ngắn hạn vào thế kỷ 16. Việc nâng lên địa vị Đại Công quốc vào năm 1581 chẳng ảnh hưởng gì đến vị trí trang nghiêm của nó. Vua Karl IX của Thụy Điển đã có một thời gian ngắn sử dụng tước vị "Vua của người Phần Lan" (alla finnars konung) như là một phần của chức vụ trên danh nghĩa chính thức của ông trong những năm 1607-1611. Sự thay đổi về danh hiệu không tác động đến tình trạng chính thức của người Phần Lan hay Phần Lan.

## Công tước Pyotr xứ Holstein-Gottorp
Năm 1742, Sau khi quân Nga chiếm đóng Phần Lan trong Chiến tranh Nga-Thụy Điển (1741-1743) và những lời hứa hẹn mơ hồ về việc kiến tạo nền độc lập của quốc gia, hội nghị bốn đẳng cấp tập trung tại Turku và quyết định thỉnh cầu Nữ hoàng Elizaveta của Nga liệu sau này Công tước Pyotr xứ Holstein-Gottorp, chắt của vị vua quá cố Karl XII của Thụy Điển có thể được tôn làm vua Phần Lan hay không. Tuy nhiên, tình hình chính trị đã sớm phát triển nhanh hơn ý tưởng độc lập của Phần Lan và nó nhanh chóng tan biến.

## Đại Công quốc tự trị
Sau khi Thụy Điển để mất Phần Lan vào tay người Nga năm 1809, Phần Lan vẫn giữ nguyên hiến pháp Thụy Điển một cách chính thức và trở thành khu vực tự trị bên trong Đế quốc Nga dưới danh hiệu Đại Công quốc Phần Lan. Hoàng đế Nga nắm giữ các quyền hạn trước kia dành riêng cho Vua Thụy Điển dưới vai trò Đại công Phần Lan, sáng tạo việc áp dụng bản hiến pháp chuyên quyền của Thụy Điển năm 1772 và 1789. Điều thú vị là vị Đại công đầu tiên Aleksandr I của Nga lại là cháu của Công tước Pyotr xứ Holstein-Gottorp, vị Sa hoàng tại vị chỉ được 6 tháng vào năm 1762 với đế hiệu Pyotr III của Nga.

## Chế độ quân chủ và nền độc lập ban đầu
Tháng 12 năm 1917, Phần Lan tuyên bố độc lập ra khỏi Nga, như một phản ứng đối với cuộc Cách mạng Tháng Mười ở Nga. Những bất ổn nội bộ trong nước sớm rơi vào một cuộc nội chiến đẫm máu với chiến thắng nghiêng về phía Bạch Vệ, tức là các đảng phái không theo xã hội chủ nghĩa. Trong suốt chiến tranh, phe Bạch Vệ nhận được sự ủng hộ của Đức. Trong một nỗ lực để củng cố liên minh với Đức, Quốc hội Phần Lan mà các thành viên xã hội chủ nghĩa đều bị thanh trừng đã bầu chọn Vương công Friedrich Karl xứ Hessen làm Vua của Phần Lan và Karelia, Đại công Lapland, Công tước xứ Åland, Huân tước xứ Kaleva và miền Bắc. Trước khi Friedrich Karl kịp di chuyển tới Phần Lan, sự sụp đổ của Liên minh Trung tâm khiến cho ý tưởng một vị vua người Phần Lan gốc Đức không thể đứng vững và ông đã phải từ bỏ ngai vàng. Sau cuộc bầu cử mới, Quốc hội giờ đây với đại diện của tất cả các đảng phái đã nhất trí thông qua một bản hiến pháp cộng hòa năm 1919 vốn có hiệu lực ngay sau đó, với những thay đổi lớn vào năm 1999.

## Chế độ quân chủ ngày nay
Ngày nay không có phong trào quân chủ nào được biết đến ở Phần Lan hay bất kỳ kẻ đòi ngôi vị cho đến kế hoạch hoặc địa vị thực tế trước kia của Công tước, Đại Công tước hay Vua Phần Lan. Tuy nhiên vẫn còn một người đòi ngôi đầy tiềm năng là Vương công Philipp xứ Hessen, mà dù sao vẫn cảm thấy ý tưởng cho kỳ vọng của mình có phần vô lý và cố kiềm chế bất cứ sự đòi hỏi nào về "ngôi vua" Phần Lan. Thế nhưng ông lại là người con trai thứ hai và kể cả việc đính ước một cuộc hôn nhân không môn đăng hộ đối, và theo những tài liệu và thư từ xác thực của gia tộc thì người kế vị ngôi vua Phần Lan của Vương công Friedrich Karl xứ Hessen có thể là người con trai thứ hai còn sống sót của ông là Vương công Wolfgang xứ Hessen (1896–1989), điều rõ ràng là vì Wolfgang đã ở với cha mẹ của mình vào năm 1918 và sẵn sàng cho chuyến đi đến Phần Lan để tổ chức hôn lễ với một người phụ nữ Phần Lan nhằm chuẩn bị cho vị Thái tử đầy triển vọng. Philipp lại đang trong quân đội và không được liên lạc vào thời điểm đó. Tuy vậy việc lựa chọn người em út trong số hai anh em sinh đôi vào lúc đó được coi là chưa có tiền lệ trong các thế hệ tiếp theo, vương quyền sẽ được chi thứ nối tiếp, đưa cho người con trưởng luôn danh hiệu Hessen (theo tiến sĩ Vesa Vares). Trái lại, trên thực tế khó mà tin được rằng việc kế thừa một vương quốc lại phụ thuộc vào sự cân nhắc thứ yếu. Cũng có những nhóm dân tộc bản địa trong khu vực đó cũng có thể có vương quyền của riêng mình. Họ được biết đến với tên gọi Lapps hoặc Sameh. Nhóm dân tộc Scandinavia này còn gọi là những người chăn dắt tuần lộc. Số gia đình làm nghề này được tổ chức thành siida tức những nhóm gia đình gồm khoảng 90 người. Nhiều người trong số siida đều mang tính chuyên chế với một nhà lãnh đạo được chấp nhận. Vào tháng 6 năm 2014, một số thành viên thuộc Đảng Liên hiệp Dân tộc Phần Lan đã đưa ra gợi ý về việc tái lập nền quân chủ trong đại hội đảng và một số phương tiện truyền thông quốc gia.